# Félix Sánchez Rodríguez
Félix Sánchez Rodríguez. (Ceballos, provincia de Ciego de Ávila, Cuba, 11 de agosto de 1955). Narrador, ensayista,
escritor para niños, investigador y editor cubano. Doctor en Ciencias Pedagógicas. Hermano mayor del 
también destacado escritor Francis Sánchez. Su obra, donde predomina
el cuento breve, se caracteriza por el empleo del absurdo y el humor en
el tratamiento de conflictos contemporáneos.

## Datos biográficos
Cursó la enseñanza primaria en la Escuela “Levan Kikava”, de su pueblo natal Ceballos (1962-1967) y comenzó los estudios secundarios en la Escuela Secundaria Urbana “Frank País” de la ciudad de Ciego de Ávila. En 1969 abandona los estudios y comienza a trabajar como ayudante en un taller de tornería, una experiencia que reflejaría posteriormente en su novela “La estación perpetua”. 
En 1971 se incorpora a la Columna Juvenil del Centenario, donde se desempeña como maestro y ocupa responsabilidades de dirección en la esfera de la Enseñanza. Al crearse el Ejército Juvenil del Trabajo en 1973 continúa en esta institución militar, donde ocupa responsabilidades además en el Trabajo Político, y de la cual se licencia en 1991. 
Entre 1978 y 1979 realizó estudios en la Escuela de Cuadros de la UJC “Julio Antonio Mella” en La Habana. En ese tiempo en las FAR cursó además la Licenciatura en Ciencias Sociales en la URSS (1987-1990). 
Tras cinco años en la vida civil, durante los cuales se desempeña en diferentes puestos en el Trabajo Cultural y en Educación, retorna a las FAR en 1996, esta vez como profesor y también Jefe de Cátedra de Trabajo Político en la Escuela Provincial de Preparación para la Defensa de Ciego de Ávila. En 2001 se retira finalmente del servicio activo en las FAR.
Desde 2002 laboró en distintas funciones dentro del trabajo cultural, especialmente como editor en Ediciones Ávila y Jefe de Redacción de la Revista Cultural Videncia. Y a partir de 2008 se ha desempeñado como especialista en el Centro de Investigaciones de la Cultura “Dr. Enrique Sosa” de Ciego de Ávila.
Ingresó a la Unión de Historiadores de Cuba, a la que perteneció hasta 2013. Su investigación  “En el silencio de la Trocha” se presentó en el XVII Congreso Nacional de Historia (2003). 

Desde 2004 es coordinador del taller especializado de Literatura Infantil “Compay Grillo.”
En 2007 concluyó la Maestría en Cultura Latinoamericana, con una tesis acerca del tratamiento del espacio familiar en la obra narrativa de Guillermo Vidal.
En 2015 alcanzó la categoría de Doctor en Ciencias Pedagógicas.
Está casado desde 1982 con la profesora universitaria Mirtha Numa Rodríguez, y es padre de dos hijos.
Por su sostenido quehacer literario se le ha otorgado el Diploma Nicolás Guillén de la UNEAC (2003), la Medalla Conmemorativa de la Provincia de Ciego de Ávila (2004),  la condición de Hijo Ilustre de la Ciudad de Ciego de Ávila (2004) y el Premio Vicente Iriondo por la obra de la vida  (AHS, Ciego de Ávila, 2005).  

## Vida literaria

### Inicios
Aunque había empezado a escribir, sobre todo cuentos, a finales de la década de los 60, es a partir de 1973, con su incorporación al Taller Literario “César Vallejo”, que comienza a dedicarse más seriamente a la literatura. En el César Vallejo conoció a creadores esenciales del territorio como los hermanos Doblado -Ibrahím y Raúl-, Roberto Manzano y Nelio Hernández. También comienza a escribir poesía para niños. En 1974 y 1975 obtiene premios en los Encuentros Debate de Talleres Literarios en los géneros de cuento y poesía para niños a nivel provincial. En poesía para niños obtiene el III lugar Nacional en 1975.
Presenta su primer cuaderno de cuentos al concurso David 1975, y uno de sus piezas, “Como hormigas”, es seleccionado para una antología que ve la luz al año siguiente por Ediciones UNIÓN. Con ese mismo cuaderno es admitido como miembro de la Brigada Hermanos Saiz, organización que presidirá en Ciego de Ávila entre 1976 y 1978, tras producirse la nueva división político-administrativa. 
La atención al taller “César Vallejo” por la escritora avileña Anisia Miranda, influirá decisivamente en su creación para niños. En 1981 obtiene el Premio en el Primer Festival de la Poesía Avileña con “Caballito”, un conjunto de décimas para niños que serán publicadas en 1991 por la naciente Editorial Ávila, y que se incluirán después en su libro El tren de la luna (Ediciones Ávila, 2003). En 1985 la Editorial Gente Nueva publica Cascabeles, un cuaderno preparado por Anisia, donde se incluyen poemas suyos y de otros dos autores avileños: Nelio Hernández y Manuel Vázquez Portal.
Al crearse en 1987 la UNEAC en Ciego de Ávila, está entre sus fundadores. En esta organización ocupará distintos cargos de dirección hasta que solicita la baja definitiva de ella en 2011.
En 1991 publica su primer cuaderno de narrativa La llave pública, ganador del concurso que en homenaje a Roque Dalton organiza la UNEAC avileña. Allí, en la premiación, conoce al destacado narrador Francisco López Sacha, cuyas opiniones sobre el libro, le servirán para inclinarse más por la narrativa, especialmente el relato breve. 

Unos días después se licencia de las FAR, ya con el proyecto de prestar más atención a su carrera literaria.

### Escribir es navegar a la deriva
En 1992, con la novela La estación perpetua, obtiene el Premio del Concurso Juan Clemente Zenea, organizado por la UNEAC de Granma, novela que solo verá la luz en 2005, y por Ediciones Ávila. En la jornada de premiación conoce a los escritores Jorge Luis Hernández y Aida Bahr  , cuya literatura admiraba, y con quienes iniciará una cálida amistad.  Al año siguiente recibe uno de los premios de la crítica instaurado por Ediciones Ávila, por La llave pública. 
Entre 1994 y 1997 obtiene los premios Regino E. Boti, Santiago y Eliseo Diego en el género de cuentos, y el Emilio Ballagas de novela.  Para su afán de dedicarse más a la novela, resulta importante este último premio, así como la opinión, una vez publicado el libro, de un crítico como Rogelio Riverón: 

“… como al desgaire, uno ingresa a un mundo en el que el realismo sugiere absurdos, pasos cotidianos que se abren a significados que no hubiéramos sabido prever. Esta novela, a despecho de su brevedad, de su abstencionismo fabulatorio, traza parábolas de sutil gallardía. Es, a su manera, un experimento sobre cómo enfrentar la tradición en lo relativo a la escritura y también a lo idiosincrático”.

Sobre Juegos de diciembre también opinará el narrador   Herbert Toranzo: 

“… es una novela trascendente porque no se limita al costumbrismo de una época; no pierde el tiempo regodeándose en lo demasiado local o perecedero. Es el testimonio útil de la vida humana, de la escarpada senda que a veces hay que remontar cuando se busca algo con fervor. La manera de Félix de decir a los que vendrán: “Ríanse si quieren; pero así hemos vivido. Para nosotros no ha sido ningún juego.”

Acerca de El corrector de estatuas, Premio Eliseo Diego de 1996, reseñó el narrador Jorge Luis Arzola: 

“… en su mayoría (“El puente”, “Un cuarto azul”, “Time machine”) son fábulas que miran a la vida social cotidiana desde una perspectiva que parece situarse, como una propuesta de regeneración, en la intimidad de la familia o de la pareja, no como escape a un medio falseado sino como única vía de recuperar la fe en lo verdadero, lo que hace al hombre grande y limpio”.

La primera edición del Concurso Pinos Nuevos (1995) selecciona su cuento “Él y ella (o ella y él)” para la antología Nuevos cuentistas cubanos (1996). En Cuentos breves latinoamericanos, de la Editorial Aíque, Argentina, 1998, se incluye el cuento “Bifurcaciones”. 
Incursiona por primera vez en la narrativa infantil con Lagri, una novela que obtiene en 1999 el Premio Eliseo Diego y será publicada en 2002, año este en que gana por segunda vez el concurso Eliseo Diego, ahora con el libro de cuentos Memorias de la postguerra, que en 2005 recibe el Premio Provincial de la Crítica. “Último salto de la rana roja”, es incluido en ese año en la antología De Cuba te cuento, Editorial Plaza Mayor, Puerto Rico). 
Su tercera novela premiada en esa etapa será Zugzwang, que había sido finalista del Premio de Novela Plaza Mayor en 2003 y que obtiene el Premio “Luis Felipe Rodríguez” de la UNEAC 2004. Será presentada al año siguiente en la Feria del Libro de La Habana por el narrador y ensayista Efraín Rodríguez Santana: 

“El principal acierto de esta obra se expresa en la construcción del personaje protagónico, un viejo que sabe contar sus propósitos irreales con lentitud real. Es retardatario, tiene un “estilo tardío”, como diría Edward Said. Otro aporte es la construcción de una atmósfera enrarecida, un ambiente excepcional donde se practican arbitrariedades, o sea, una manera diferente de vivir, un empeño fantasmagórico, la práctica de unos ritos domésticos vencidos, un balbuceo con sombras”.

Continua cultivando el cuento corto y obtiene en 2001 el premio “La Casa Tomada” y en el 2003 resulta finalista en el concurso nacional de cuentos “El Dinosaurio” (5). 

### Narrar y algo más
Aunque continúa su dedicación esencialmente a la narrativa, en esta etapa escribe y publica más asiduamente artículos y ensayos en distintas revistas y sitio culturales. Su artículo “El arte de invitar”, publicado en la Revista Matanzas en 2006 es reconocido como el mejor en su categoría en los 10 primeros números de esa revista. 
Recibe Premio al mejor Conjunto de Ensayos publicado en la revista Videncia en sus primeros 20 números (2010). También son publicados artículos y ensayos en las revistas SIC, ''La Gaceta de Cuba'', Videncia, El mar y la montaña, Umbral, Simiente, Zunzún, La Letra del Escriba, Matanzas y Del Caribe. 

En el sitio digital “La pequeña escena” del sectorial de Cultura de Ciego de Ávila, da a conocer un conjunto de textos sobre el trabajo cultural y la promoción literaria, entre 2008 y 2009.
Su cuaderno Los huéspedes deben llegar temprano obtiene en 2005 el Premio Fundación de la Ciudad de Santa Clara. Un cuento de ese libro, “Bucaneros”, ve la luz ese mismo año en la revista La gaceta de Cuba.
Al año siguiente alcanza el accésit del concurso de cuentos de La Gaceta de Cuba con la pieza “Otras cumbres borrascosas”.
La Beca de Creación “Ángel Lázaro Sánchez” de la UNEAC avileña, le es otorgada en el 2007, y en ese año publica en la antología Escribas en el estadio (cuentos cubanos de béisbol) Editorial Unicornio, el cuento “Extrainings”

Sobresalen sus triunfos en el Concurso Nacional de Narrativa Guillermo Vidal, en homenaje al relevante escritor tunero, pues obtiene en él mención en cuento en el 2008, y alcanza el Premio en 2009 (novela) y en 2012 (cuento). En 2009 lo hace con Las ruedas de la fortuna, novela que da continuidad a una zaga iniciada con Tulio y los elefantes verdes (Ed. Oriente, 2009). Sobre esa última novela ha señalado la narradora y poetisa Lourdes González: 

“Con un lenguaje preciso y un ritmo acompasado al tiempo de los años noventa, Las ruedas de la fortuna cuenta la vida de un personaje que oscila entre la ingenuidad sana y la tensión permanente (…) Contrario a lo que muchos piensan, escribir una novela donde el protagonista continúe una aventura vital anterior, es una tarea harto difícil, llena de un pasado literario que debe evaporarse en los instantes en que la letra avanza en la nueva historia. Félix Sánchez se arriesgó y el resultado es esta envidiable novela”.

En el año 2010 alcanza el Premio Fundación de la Ciudad Fernandina de Jagua con La suerte de Diana, cuaderno sobre el que señalará el narrador Marcial Gala, miembro del jurado: 

Debemos estar agradecidos por este manojo de cuentos que nos sitúa en una realidad otra, así con mayúscula, y que es, por su propia naturaleza, toda una clase magistral sobre el arte de crear cuentos”.

Ese año cerrará con la nueva del Premio Iberoamericano de Cuentos Julio Cortázar, recibido por “Los confines de la muerte” (Editorial Letras Cubanas, 2010), distinción concedida por un jurado constituido por Daniel Chavarría, Eduardo Heras León y María Elena Llana.
Al siguiente año se le confiere el Premio Milanés a su cuaderno de cuentos Detrás de las palabras. En 2013 la Editorial El Mar y la Montaña, de Guantánamo, publica el libro de cuentos El árbol del caos.
En entrevista concedida al escritor Yunier Riquenes, señaló Félix Sánchez acerca de Zugzwang y aplicable a toda su narrativa: 

La tensión del país que se dolariza para salvarse, que encuentra una solución global pero con sus precios. Los escritores escribimos sobre eso, sobre los precios también, los sacrificios individuales. Yo puedo pensar a nivel de país en una solución salvadora para dentro de veinte años, y es válida, veinte años no es nada para un país, pero para las personas que tienen sesenta años esos veinte años son otra cosa, son el colofón de sus vidas. Las escalas son distintas en lo social y lo individual. Es algo muy dramático y la literatura no puede darle la espalda a ese drama, un drama tan drama como un drama bélico aunque le falte el ulular de las sirenas y las explosiones de las bombas”.

Acerca de su narrativa 
subrayó el narrador cubano Lázaro Zamora Jo:Es en fin una concepción de la literatura como juego; un juego de apariencias, de espejismos y brumas que seducen y mantienen vivo el interés del lector obligándolo a participar en la construcción de los sentidos del 
texto. 
El crítico Yunier Riquenes ha expresado:Félix Sánchez es uno de los cuentistas cubanos que convierte personajes e historias en seres y atmósferas inolvidables.

## Libros publicados

### Cuento
- La llave pública (Premio Roque Dalton), Ediciones Ávila, Ciego de Ávila 1991.
- Bifurcaciones (Premio Regino E. Boti), Editorial Oriente, Santiago de Cuba, 1995.
- El corrector de estatuas (Premio Eliseo Diego), Ediciones Ávila, Ciego de Ávila, 1999.
- Cielo doblado  (Premio Oriente), Editorial Oriente, Santiago de Cuba, 2000.
- Memorias de la posguerra (Premio Eliseo Diego), Editorial Ávila, Ciego de Ávila, 2004.
- Los huéspedes deben llegar temprano (Premio Fundación de la Ciudad de Santa Clara), Editorial Capiro, Santa Clara, 2006.
- Los confines de la muerte  (Premio Internacional Julio Cortázar), Editorial Letras Cubanas, La Habana, 2010.
- La suerte de Diana (Premio Fernandina de Jagua), Editorial Mecenas, Cienfuegos, 2011.
- Detrás de las palabras (Premio Milanés), Ediciones Matanzas, Matanzas, 2012.
- El árbol del caos (Premio Regino E. Boti), Editorial El Mar y la Montaña, Guantánamo, 2013.
- Figuras contra el viento (Premio Guillermo Vidal), Ediciones UNIÓN, La Habana, 2014.
- Mujeres pensantes (antología), Guantanamera Editorial, España,2016.
- La mirada oblicua (Premio Fundación de la Ciudad de Matanzas), Ediciones Matanzas, Matanzas, 2017.
- El corazón desnudo (Premio Alejo Carpentier 2018), Editorial Letras Cubanas, La Habana, 2018.
- Las eternidades (Premio Fundación de la Ciudad de Matanzas 2020), Ediciones Matanzas, Matanzas, 2021.

### Novela
- Juegos de diciembre (Premio Emilio Ballagas), Editorial Ácana, Camagüey, 2001.
- La estación perpetua (Premio Juan Clemente Zenea), Editorial Ávila, Ciego de Ávila, 2005.
- Zugzwang (Premio UNEAC), Ediciones UNIÓN, La Habana, 2005.
- Tulio y los elefantes verdes, Editorial Oriente, Santiago de Cuba, 2009.
- Las ruedas de la fortuna (Premio Guillermo Vidal), Ediciones UNIÓN, La Habana, 2011.
- El teatro de la guerra , Ediciones Holguín, Holguín, 2019.

### Literatura para Niños y Jóvenes
- Cascabeles (poesía para niños), Editorial Gente Nueva, La Habana, 1985.
- Caballito (poesía para niños) (Premio del I Festival de la Poesía Avileña), Ediciones Ávila, Ciego de Ávila, 1991.
- Lagri (novela) (Premio Eliseo Diego), Editorial Ávila, Ciego de Ávila, 2002.
- El tren de la luna (poesía), Editorial Ávila, Ciego de Ávila, 2004.

### Investigación
- Marisel Ramírez: la pequeña estrella (biografía deportiva), Editorial Ávila, Ciego de Ávila, 2009.

## Otras publicaciones

### Ha preparado las siguientes antologías
- Nuevamente lunes (panorama del cuento en Ciego de Ávila), Editorial Ávila, 2004.
- He visto pasar los trenes (cuentos), Editorial Letras Cubanas, La Habana, 2012.

### Ensayos y artículos
- “Inventar: un asunto serio”, artículo, en suplemento cultural Imagen, periódico Invasor, Ciego de Ávila, 1989
- “Mándeme órdenes, pero que sean de pelear”, artículo sobre el comandante Ramón Paz Borroto, periódico Invasor, Ciego de Ávila, julio de 1998.
- “Pasen, compañeros, pasen”, artículo, revista Videncia, Ciego de Ávila, 2000.
- “Luz de agosto”, artículo, periódico Invasor, Ciego de Ávila, agosto 200l.
- “A las puertas de la historia”, artículo, periódico Invasor, enero de 2002
- “Razones de identidad”, artículo, periódico Invasor, junio de 2003.
- “Imaginar la Cultura”, artículo, revista Umbral, octubre de 2004.

- “Masificación y memoria cultural”, artículo, revista Videncia, noviembre de 2004.
- “El primer lector”, artículo, en revista Umbral, Santa Clara, 2005.
- “Cascabeles y ratones”, artículo, revista Videncia, junio de 2006.
- “De la política al hecho: ¿el mecanismo cultural”, artículo, revista Umbral, 2006.
- “El arte de invitar”, artículo, en revista Matanzas, 2006.
- “Las vanguardias a bordo”, artículo, en revista Videncia, 2007.
- “El Carpentier: los premios, los ensayos”, artículo, revista SIC, n.º 33, 2007.
- “Lecturas desde el muro”, artículo en sitio digital Rebelión, 26 de agosto, de 2007.
- “Un tambor en el andén: Estación Interior” (artículo sobre la promoción literaria), en la revista digital Esquife, febrero de 2008.
- “Promoción. Libros al escenario”, artículo en la revista digital Esquife, marzo de 2008.
- “La palanca y la función”, ensayo, en revista digital Esquife, n.º 62, junio de 2008.
- “Acudir a la cita”, ensayo, en revista Umbral, n.º 30 de 2008.
- “Paciencias e impaciencias, y un mal espejo”, artículo, en la revista digital Esquife, n.º 63, octubre de 2008.
- “Ciego de Ávila: la ciudad novelada”, por los 40 años de la publicación de Siempre la muerte su paso breve, de Reynaldo González, artículo, en No.1 del Anuario Rumbos de Investigaciones Culturales, del CIC “Dr. Enrique Sosa”, Ed. Ávila, 2008.  .
- “El ancla de la identidad”, ensayo, en revista Videncia, Ciego de Ávila, n.º 18, enero-abril de 2009.
- “La Brigada de La Trocha y La Campaña de la Reforma”, investigación, en Cuaderno de Historia Avileña IV, Editorial Ávila, 2009.
- “De frente, violines, march”, ensayo, en revista electrónica Esquife, n.º 66, abril-junio de 2009.
- “Robert Escarpit y un libro fundador”, artículo, en revista Umbral, n.º 32-33, enero-junio de 2009.
- “Las estadísticas culturales: un campo abierto a la investigación”, en Anuario Rumbos de Investigaciones Culturales n.º 2, Editorial Ávila, septiembre de 2009.
- “Marchando con la cultura”, ensayo, en revista Videncia, n.º 23, septiembre-diciembre de 2010.
- “La participación: ¿elige tú, que canto yo?”, en revista Matanzas, septiembre-diciembre de 2010.

### Incluido en las siguientes antologías
- David 75 (cuento), Ediciones UNIÓN, La Habana, 1976.
- Nuevos narradores cubanos (cuento), Editorial Letras Cubanas, La Habana, 1996.
- Cuentos breves latinoamericanos (Editorial Aique, Argentina, 1998.
- De Cuba te cuento (cuento), Editorial Plaza Mayor, Puerto Rico, 2002.
- Historia soñada y otros minicuentos, Ediciones Luminaria, Sancti Spíritus, 2003.
- Nuevamente lunes (cuento), Editorial Ávila, Ciego de Ávila, 2003).
- La sombra en la espiga canta (panorama de la décima avileña), Editorial Ávila, Ciego de Ávila, 2004.
- Escribas en el estadio (cuento), Editorial Unicornio, Provincia Habana, 2007
- Estancias del sol (cuento), Ediciones Sociedarte, República Dominicana, 2007.
- Relatos para Sallent (cuento), Ediciones Irreverentes, España, 2009.
- Navegas, Isla de Oro. Panorama de la décima cubana para niños, Editorial Gente Nueva, La Habana, 2009.
- Adelante, Compay Grillo (cuento para niños), Editorial Ávila, Ciego de Ávila, 2009.
- Arte, Cultura y Familia en Cuba (ensayo), Editorial Ávila, Ciego de Ávila, 2009.
- No hay que llorar (testimonios sobre el Período Especial), Ediciones La Memoria, La Habana, 2011.
- In-Co-Nexos. Miradas desde (hacia) la arquitectura y el urbanismo (ensayo), Editorial Ávila, Ciego de Ávila, 2011.
- Confesiones (Nuevos cuentos policiales cubanos), Ediciones UNIÓN, La Habana, 2011.
- En la línea del pánico (Compilación de cuentos), Editorial El Mar y la Montaña, Guantánamo, 2014.

## Otros premios y distinciones
- Premio de la Ciudad de Ciego de Ávila (cuento) 1997  por “El puente”.
- Premio La Casa Tomada de Ciego de Ávila (cuentos cortos) 2001 por “Dr. Hyde”.
- Accésit Premio de Cuento 2006 de La Gaceta de Cuba por “Otras cumbres borrascosas”.
- Premio de Cuento de la revista Cauce (Pinar del Río) 2008 por “Cenando con Bill Gates”.
- Premio “Dador” (Beca de creación) 2011 por el proyecto de novela “La isla púrpura”.
- Premio Guillermo Vidal de cuento 2012 por “Figuras contra el viento” (cuento).
- Finalista Concurso de Cuentos de la revista La Gaceta de Cuba, 2012.
- Premio “Ciudad del Che” (Beca de Creación) por el proyecto de novela “El telegrafista de Alejandría”, 2014.
- Premio “Fundación de la Ciudad de Matanzas”, de cuento, por "La mirada oblicua", 2016.
- Premio “Dador” (Beca de creación) 2017 por el proyecto de novela “Concierto de saxofones”.
- Premio “Paco Mir” (narrativa) 2020 por la novela “El rumor del mundo”.
- Premio Fundación de la Ciudad de Matanzas(cuento) 2020 por "Las eternidades".
- Primera Mención en Concurso Internacional Julio Cortázar (cuento) 2020 por "El cartel bilingüe"
- Premio Guillermo Vidal de Novela 2021 por “La isla purpura”.